# Winnipeg Hockey Club
Winnipeg Hockey Club, též znám pod názvem Winnipeg Winnipegs, byl amatérský kanadský klub ledního hokeje, který sídlil ve Winnipegu v provincii Manitoba. Založen byl v roce 1890 a v témže roce odehrál proti Winnipegu Victorias první organizované utkání v ledním hokeji na území Západní Kanady. V letech 1913 a 1931 zvítězil v Allanově poháru. Po druhém triumfu mohl tým reprezentovat Kanadu na zimních olympijských hrách v roce 1932 ve Spojených státech amerických. V turnaji skončil na prvním místě, což znamenalo zisk zlatých medailí (pro Kanadu již čtvrtá v řadě).

## Úspěchy
- Allanův pohár ( 2× )
  - 1913, 1931
- Lední hokej na olympijských hrách ( 1× )
  - 1932

## Soupiska olympijských medailistů ze ZOH 1932
Brankáři: William Cockburn, Stanley Wagner.

Obránci: Hugh Sutherland, Roy Hinkel, Clifford Crowley.

Útočníci: Walter Monson, Victor Lundquist, Romeo Rivers, Harold Simpson, Normand Malloy, Aliston Wise, Albert Duncanson, George Garbutt, Kenneth Moore.

Trenér: Jack Hughes.